# Cambio climático en Tailandia

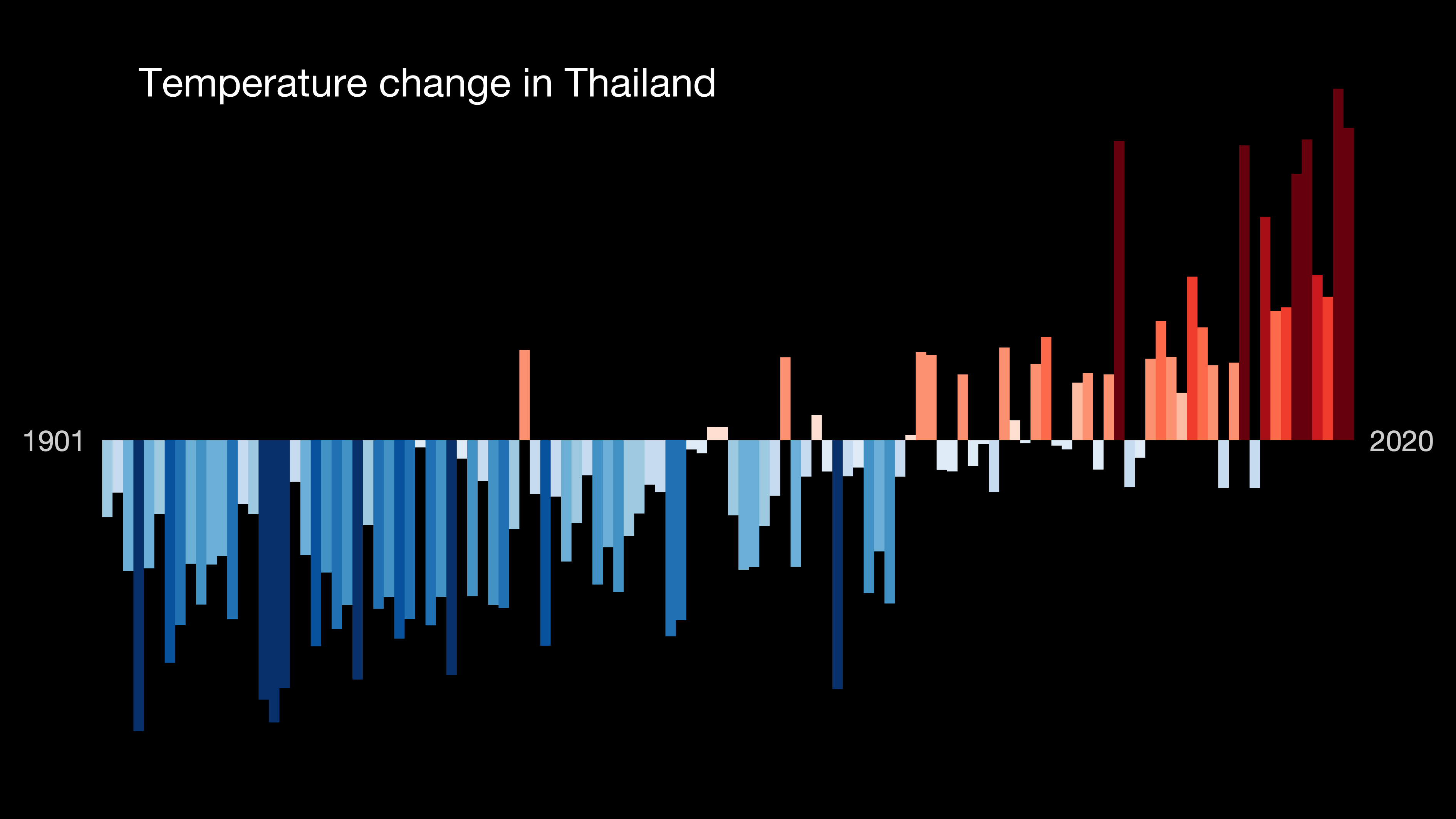
Gráfico que muestra el cambio de temperatura en Tailandia entre 1901 y 2021

El cambio climático impacta la sociedad y la economía de Tailandia de numerosas maneras.
Desde el siglo XX, el cambio climático ha provocado un aumento de las temperaturas en Tailandia. Tailandia se considera altamente vulnerable a los efectos del cambio climático. El calor extremo y el aumento del nivel del mar amenazan partes de Tailandia, incluida la ciudad capital de Bangkok. La erosión se considera un problema importante debido al cambio climático dentro del país.
Como signatario del Acuerdo de París de 2015, el gobierno tailandés se ha comprometido a realizar una Contribución Determinada a Nivel Nacional para reducir sus emisiones anuales de gases de efecto invernadero entre un 20% y un 25% para 2030.

## Cambio de temperatura
Los investigadores han descubierto que las temperaturas han aumentado en Tailandia durante el último medio siglo, aunque existe cierta variabilidad en sus evaluaciones. El Departamento de Meteorología de Tailandia informó que la temperatura media anual en Tailandia aumentó un grado Celsius entre 1981 y 2007.  : 231 Otro estudio encontró que las temperaturas medias anuales en Tailandia aumentaron un 0,95 °C entre 1955 y 2009, más que el aumento medio de la temperatura mundial de 0,69 °C. La temperatura más alta anual ha aumentado un 0,86 °C y la temperatura más baja anual ha disminuido en 1,45 °C en los últimos 55 años.
De 1993 a 2008, el nivel del mar en el Golfo de Tailandia aumentó entre 3 y 5 mm por año, en comparación con el promedio mundial de 1,7 mm por año.  Danny Marks, profesor y consultor climático de la Fundación Rockefeller, ha advertido que "el cambio climático afectará drásticamente al mundo, y Tailandia probablemente será uno de los países más afectados dada su geografía, economía y nivel de desarrollo".  : 231 

## Aumento del nivel del mar

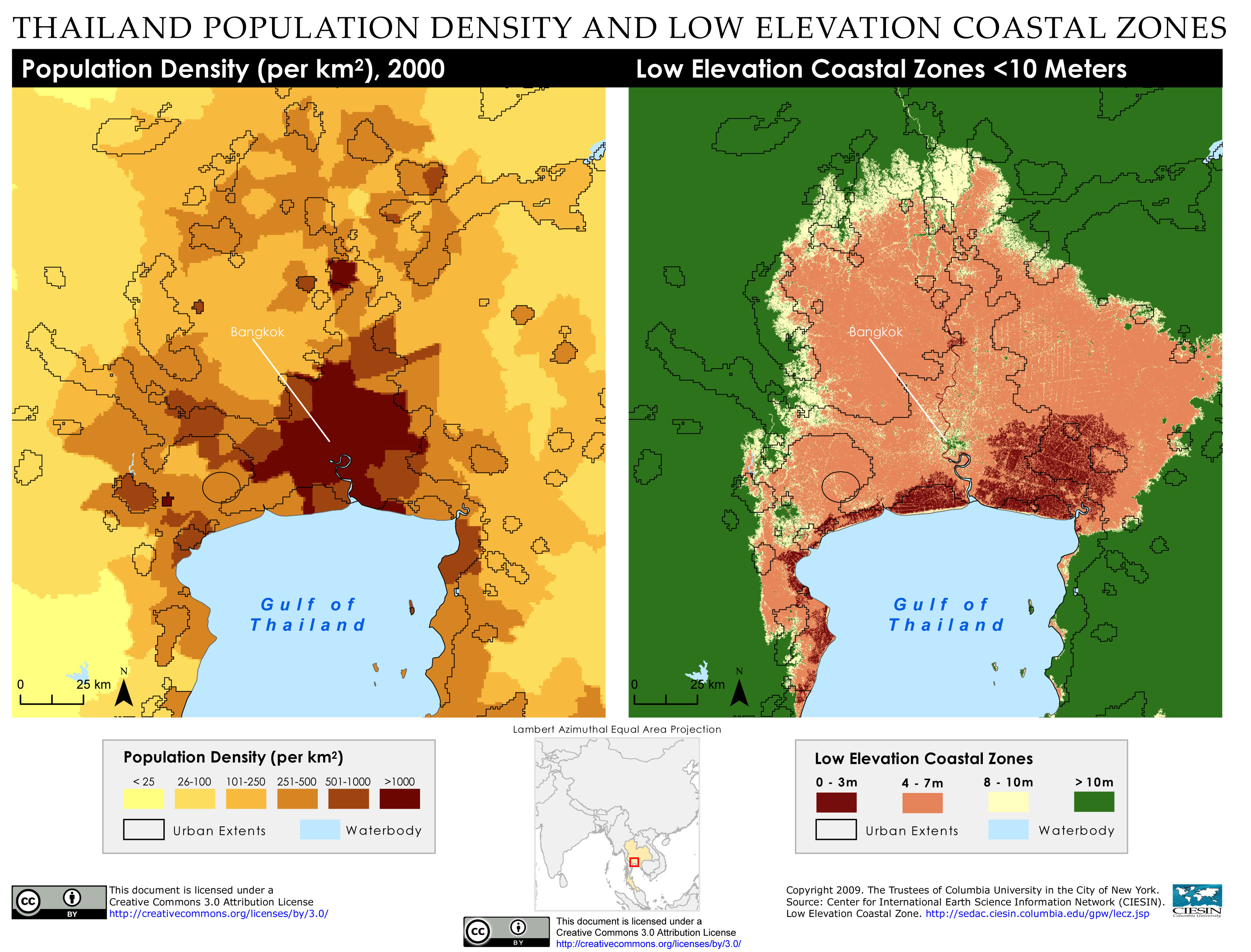
Bangkok y sus alrededores tienen una alta densidad de población en una zona costera de baja elevación, lo que significa que la ciudad está en riesgo por el aumento del nivel del mar.

El aumento del nivel del mar, causado por el cambio climático, es una de las principales amenazas que el cambio climático plantea para Tailandia. 
El Departamento de Recursos Marinos y Costeros (DMCR) del Gobierno tailandés ha calculado que la erosión hace que el país pierda 30 km 2 de terreno costero cada año. La Oficina Tailandesa de Recursos Naturales y Política y Planificación Ambiental predice que el nivel del mar aumentará un metro en los próximos 40 a 100 años, lo que afectará al menos a 3.200 km 2 de tierra costera, con un coste potencial para Tailandia de tres mil millones de baht. El 17% de la población de Tailandia, más de 11 millones de personas, se verán directamente afectados por esto. 
El suelo bajo Bangkok se hunde unos tres centímetros al año. El hundimiento, causado en parte por la ubicación de la ciudad en una llanura aluvial de arcilla blanda, se ha visto exacerbado por el bombeo excesivo de agua subterránea por parte de las industrias y por el peso de los enormes edificios .  Según el Consejo Nacional de Reforma (NRC) de Tailandia, si no se toman medidas urgentes, Bangkok podría quedar bajo el agua en 2030 debido a una combinación del aumento del nivel del mar, la extracción de aguas subterráneas y el peso de los edificios de la ciudad.   Los críticos argumentan que a pesar de las advertencias de los expertos de que las costas de Tailandia y Bangkok enfrentan inundaciones catastróficas y perpetuas similares a las inundaciones tailandesas de 2011, el gobierno todavía se está moviendo demasiado lento para abordar los impactos del cambio climático. 

## Acción gubernamental
Tailandia presentó su contribución prevista y determinada a nivel nacional (INDC) a la Convención Marco de las Naciones Unidas sobre el Cambio Climático (CMNUCC) el 1 de octubre de 2015.   Prometió una reducción del 20 al 25 % de sus emisiones de gases de efecto invernadero para 2030.  Tailandia envió 81 representantes, con un coste de 20 millones de baht, a la Conferencia de las Naciones Unidas sobre el Cambio Climático de 2015 (COP 21 o CMP 11) en París.  Tailandia firmó el Acuerdo Climático de París el 22 de abril de 2016 en la ceremonia oficial de firma  y ratificó su adhesión al tratado el 21 de septiembre de 2016. 
Los compromisos nacionales en París equivalen a 3 Aumento de °C en la temperatura global según los científicos del clima. Los negociadores en París trabajaron para reducir esto a 2 °C, pero incluso esta cifra más baja puede ser "catastrófica para Bangkok", forzando el abandono de la ciudad a más tardar en 2200 y entre 2045 y 2070 como muy pronto.  En un artículo publicado el 1 de marzo de 2016, los investigadores del clima James Hansen y Makiko Sato afirman que "los trópicos... en verano corren el peligro de volverse prácticamente inhabitables para finales de siglo si continúan las emisiones habituales de combustibles fósiles..."  En 2015, Bangkok promedió 29,6 °C, 1,6 °C más alto de lo normal. 
En noviembre de 2019, la Fundación Ecológica Universal (FEU), una ONG ambientalista global con sede en Buenos Aires, publicó una evaluación de los compromisos climáticos nacionales. Consideró que la contribución determinada a nivel nacional de Tailandia era "insuficiente". En el Acuerdo de París, Tailandia se comprometió a reducir las emisiones de carbono en un 20% por debajo de sus emisiones proyectadas "como de costumbre" (BAU), utilizando las emisiones de 2005 como punto de referencia, para 2030, más una disminución adicional del 5% dependiendo de recibir ayuda de las naciones desarrolladas. Por el contrario, la FEU calculó que la reducción del 20% de las emisiones de GEI de Tailandia para 2030 equivaldría a un aumento de las emisiones del 39% más que las emisiones de 2013. La evaluación de la FEU consideró insuficientes las promesas de todas las naciones de la ASEAN: Myanmar no ha fijado ningún objetivo de reducción de emisiones; Camboya y Laos no se comprometerían a ninguna reducción a menos que reciban ayuda internacional; y Brunéi y Filipinas aún tenían, en 2019, que declarar INDC.  El informe de la FEU contrasta marcadamente con la narrativa expresada por el primer ministro tailandés y presidente de la ASEAN, Prayut Chan-o-cha, en la Cumbre de Acción Climática de la ONU de 2019 en septiembre de 2019, donde afirmó que la región había reducido su uso de energía en un 22% en comparación con a 2005.  Un estudio muestra que los esfuerzos para frenar las emisiones de Tailandia y otros países de la ASEAN siguen siendo incompatibles con sus contribuciones determinadas a nivel nacional en virtud del Acuerdo de París. 

## Vulnerabilidad y respuesta gubernamental

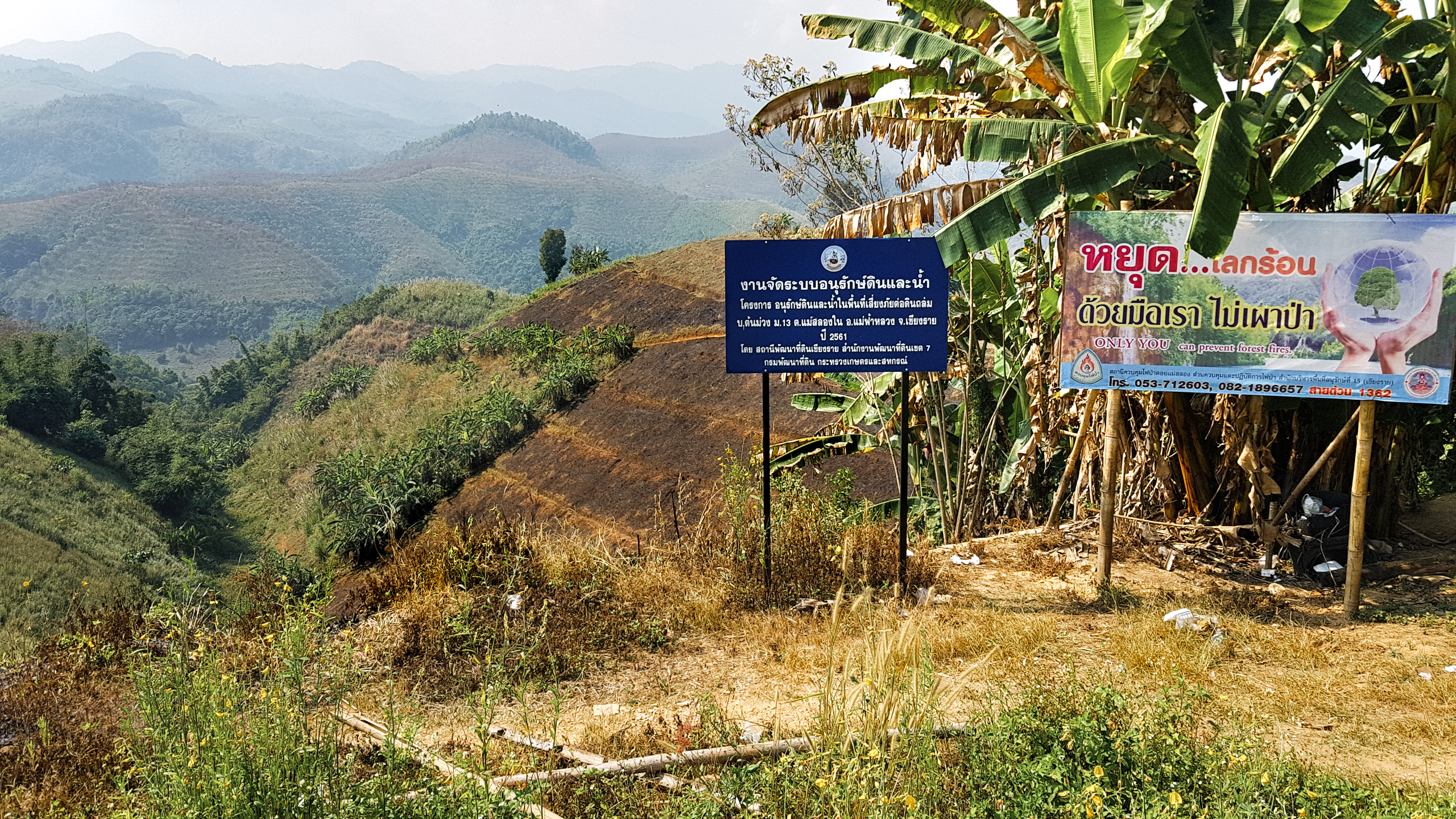
Señales de advertencia de incendios forestales frente a un campo recientemente quemado

Algunos ecosistemas tropicales están siendo diezmados por el cambio climático mucho más rápido de lo esperado (el blanqueamiento de los corales es un ejemplo), mientras que muchos más hábitats pueden resultar dañados con el tiempo. Los ecosistemas tropicales se consideran particularmente vulnerables porque muchas especies tropicales han evolucionado dentro de rangos de temperatura muy específicos. A medida que aumentan las temperaturas, es posible que no sobrevivan.  Según un informe, Tailandia probablemente se verá afectada de manera desproporcionada por las consecuencias del cambio climático. 
El calor extremo en el sudeste asiático hoy reduce las horas de trabajo entre un 15% y un 20%, y esa cifra podría duplicarse para 2050 a medida que avanza el cambio climático, según un artículo publicado en el Asia-Pacific Journal of Public Health. El documento proyecta una pérdida del seis por ciento del PIB de Tailandia para 2030 debido a la disminución de las horas de trabajo provocada por el aumento de la temperatura.  Un artículo de 2013 publicado en Nature, por Mora, et al. pronostica que las cosas en los trópicos comenzarán a volverse "descontroladas" alrededor del año 2020.  Algunos científicos proyectan que para el año 2100, "... la mayoría de las latitudes bajas y medias serán inhabitables debido al estrés por calor o la sequía..."  Un estudio publicado en Proceedings of the National Academy of Sciences examinó cómo peor- En este caso, las emisiones de CO 2 afectarían el hábitat humano: a finales de siglo, el ser humano medio experimentará un aumento de temperatura del 7,5 °C cuando las temperaturas globales aumentan 3 °C predice el estudio. A ese nivel, alrededor del 30% de la población mundial viviría en condiciones de calor extremo, definido como una temperatura promedio de 29 °C. En 2020, esta temperatura es poco común fuera de las zonas más cálidas del desierto del Sahara. Tailandia se encuentra entre las zonas geográficas afectadas, y se prevé que 62 millones de tailandeses estén expuestos al calor extremo. 

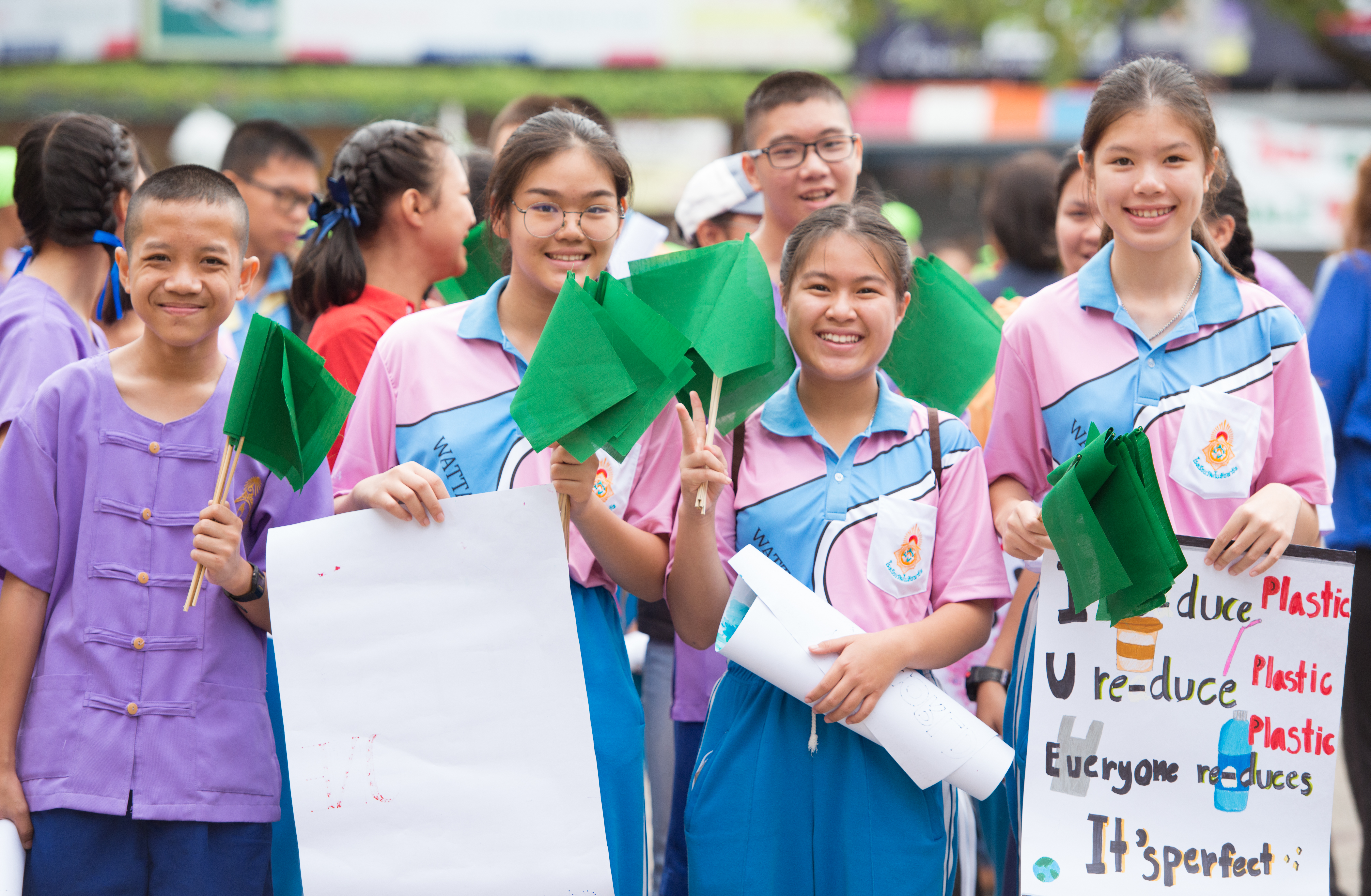
Jóvenes tailandeses en las huelgas climáticas de septiembre de 2019 en Chiang Mai

La NASA informó que 2016 sería el año más caluroso jamás registrado en 136 años de registros modernos. A nivel local, el Departamento Meteorológico de Tailandia informó que la temperatura en la provincia de Mae Hong Son alcanzó los 44,6 grados. °C el 28 de abril de 2016, rompiendo el récord del "día más caluroso" de Tailandia.   : 20 abril en Tailandia suele ser caluroso, pero el clima de 2016 estableció un récord de ola de calor más larga en al menos 65 años.   En su Declaración de la OMM sobre el estado del clima global en 2016, la Organización Meteorológica Mundial confirmó que 2016 fue el año más caluroso en la historia de Tailandia.  : 6–7 
El Grupo de Impacto Climático del Instituto Goddard de Estudios Espaciales de la NASA analizó datos climáticos de las principales ciudades del mundo. Encontró que Bangkok en 1960 tenía 193 días iguales o superiores a 32 °C. En 2018, Bangkok puede esperar 276 días iguales o superiores a 32 °C. El grupo pronostica un aumento para 2100 a, en promedio, 297 a 344 días a 32 o más °C.  El estado de la pesca y la acuicultura en el mundo 2016 de la FAO informa que un estudio reciente encuentra que el cambio climático afectará la seguridad alimentaria en Asia a mediados del siglo XXI. Considera que las pesquerías de Tailandia se encuentran entre las más afectadas negativamente considerando todos los entornos: pesquerías de agua dulce, agua salobre y marina.  : 133 
Investigadores de la Universidad de Stanford y la Universidad de California, al estudiar los registros históricos de cómo la temperatura afecta a las economías, predicen que, dadas las tendencias actuales, el ingreso global será un 23% menor para finales de siglo de lo que sería sin el cambio climático. La disminución de los ingresos no se distribuye uniformemente y las regiones tropicales son las más afectadas. El estudio estima que el PIB de Tailandia habrá disminuido un 90% en 2099 en relación con el PIB de 2016.  Incluso sectores especializados de la economía podrían verse afectados: el turismo de arrecifes de coral en todo el mundo (valorado en 36 mil millones de dólares en 2019) puede disminuir en un 90 % en Tailandia y los otros cuatro principales destinos turísticos de arrecifes para 2100. 
Las emisiones de CO 2 per cápita de Tailandia aumentaron de 0,14 toneladas en 1960 a 4,5 toneladas en 2013, mientras que la población aumentó de 27 millones a 67 millones durante el mismo período.  El Plan Maestro de Cambio Climático del gobierno tailandés, 2012-2050, prevé que "Tailandia sea capaz [sic]   continuar su desarrollo económico, social y ambiental de acuerdo con la filosofía de la economía de suficiencia y reducir las emisiones de gases de efecto invernadero para 2050, sin impedir el producto interno bruto (PIB) del país ni reducir su crecimiento de la capacidad de desarrollo y la competitividad."  Los proyectos Bangkok250 y Green Bangkok 2030 tienen como objetivo hacer que la capital sea más transitable, reducir las emisiones y mejorar la calidad del aire. 